# 桜井堅一朗
桜井 堅一朗（櫻井 堅一朗、さくらい けんいちろう、1974年1月24日 - 2021年4月30日）は、日本のアナウンサー。フジテレビスポーツ局スポーツ制作プロデューサー。

## 来歴・人物
長野県上田市出身。上田市立第一中学校では3年生で生徒会長を務める。長野県上田高等学校、早稲田大学人間科学部スポーツ科学科（現：スポーツ科学部）卒業。大学在学中は野球部に所属。ポジションは投手。大学では三澤興一と同期入学。東京六大学リーグでは中継ぎで2勝を挙げている。
早稲田大学卒業後の1997年、フジテレビにアナウンサーとして入社。
2001年2月3日、東京都目黒区の山手通りを4WDで運転中にUターンをした際、反対車線から直進してきたオートバイと衝突して運転手を死亡させ、業務上過失致死の現行犯で警視庁目黒署に逮捕された。同月14日に処分保留で釈放されフジテレビから謹慎が下された。事故現場は見通しが良い道でUターン禁止区域ではなく、桜井は中央分離帯の切れ目で折り返そうとしたときに安全確認に怠ったとして目黒署は調べていたが、後に不起訴となり刑事責任は問われなかったがこの事故によりBSやCSをメインに地上波でもナレーションの仕事はするも画面には登場せず、1年ほどアナウンサー業務を自粛、2002年3月6日放送の『すぽると!』で復帰した。
2002年7月に会社員と結婚、2007年夏離婚。
2005年6月スポーツ局へ異動、ディレクターを経てプロデューサーとなり、競馬中継などを担当。
2021年4月30日死去。47歳没。訃報は同年5月28日放送の『THEわれめDEポン』で、先輩アナウンサーでもあった野島卓から報告された。

## プロデューサー時代の担当番組
- 野球道
- みんなのKEIBA[4]

## アナウンサー時代の出演番組
- 森田一義アワー 笑っていいとも!（1998年10月 - 1999年9月）
- 情報プレゼンター とくダネ!
- プロ野球ニュース
- 晴れたらイイねッ!Let'sコミミ隊
- K-1 GRANDPRIX
- う!ウマいんです。
- DAIBAッテキ!!
- DAIBAクシン!!cheki b.
- THEわれめDEポン
- すぽると!

## 同期入社
- 宇田麻衣子
- 春日由実
- 深澤里奈